# Bekkestua
Bekkestua là một làng nằm ở Na Uy.